# Tivoli (Ljubljana)
Pour les articles homonymes, voir Tivoli (homonymie).
Le parc Tivoli est le principal parc public de la capitale de la Slovénie, Ljubljana. Il est situé dans le district central, entre les districts de Šiška et Rožnik.

## Histoire

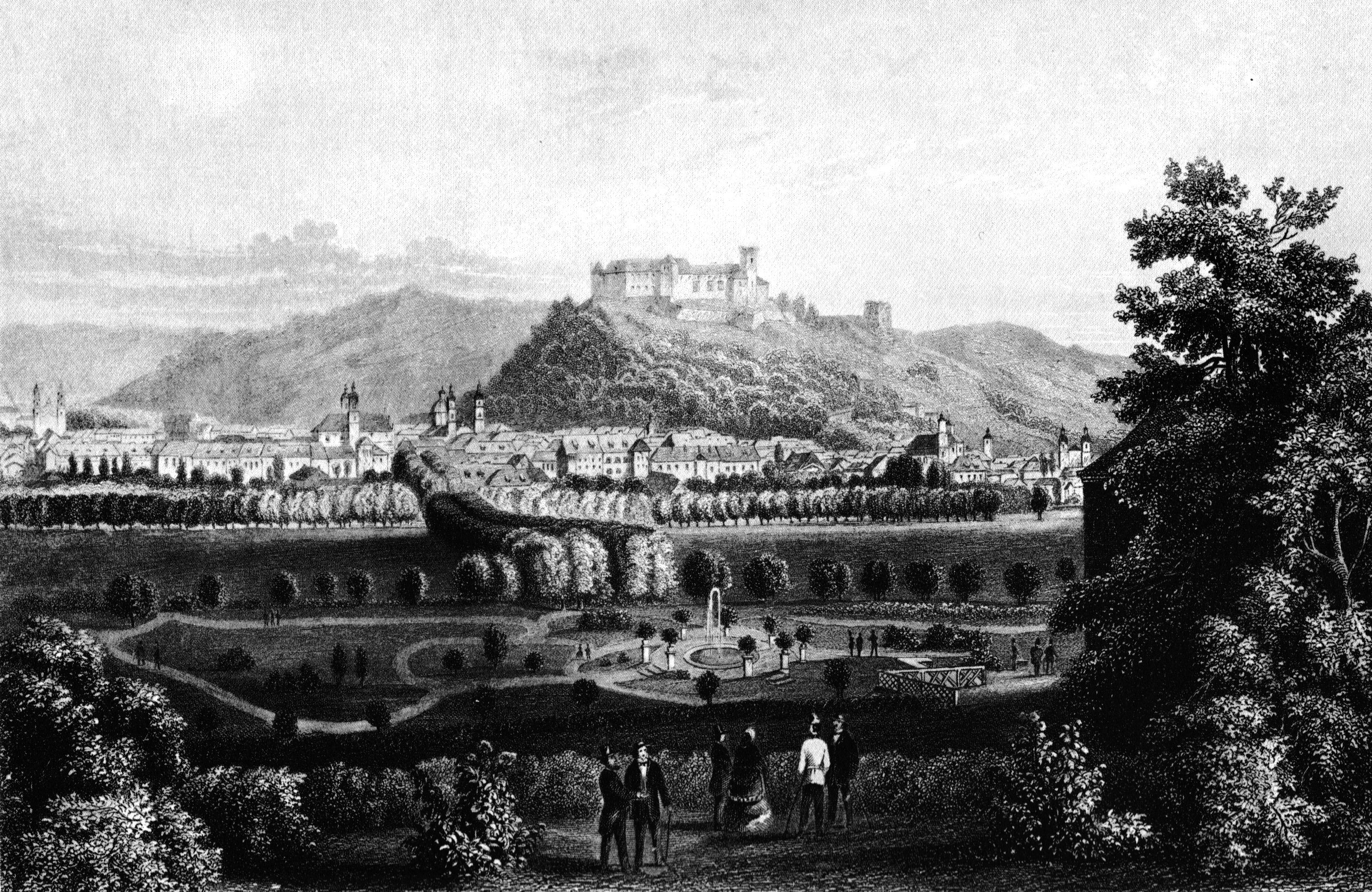
Gravure du parc vers 1850.

Le parc Tivoli a été aménagé sur les plans de l'ingénieur Jean Blanchard en 1813 quand Ljubljana était la capitale des provinces illyriennes françaises. Il a été créé par le rattachement de deux parcs existants et des domaines du château de Tivoli et du manoir Cekinov, ce qui le reliait au centre-ville de Ljubljana. 
L'étang (Tivolski ribnik) a été excavé en 1880, il a ensuite été utilisé pour la navigation de plaisance, le patinage sur glace et la pêche. Une pépinière a été établie dans le parc par la municipalité de la ville en 1894 ; il a été conduit par le jardinier tchèque Vaclav Hejnice, qui a été le premier jardinier professionnel du parc de Tivoli. Dans le même temps, le parc a également été rénové par l'architecte Jože Plečnik, qui ajouta la promenade Jakopič.